# Düsseldorf Rams
Der Inline-Skaterhockey Club Düsseldorf RAMS 1987 e. V. (ISCD Rams) ist ein 1987 gegründeter Inline-Skaterhockey-Verein in Düsseldorf. Zurzeit nehmen 12 Mannschaften am Spielbetrieb der ISHD teil.

## Geschichte
Gegründet wurden die Düsseldorf Rams 1987, als sich die 2. Mannschaft der Bullskater Düsseldorf, welche damals unter dem Zusatz „Team Rams“ spielten, vom Verein abspaltete und einen neuen Verein namens SC Düsseldorf Rams gründete. Während die Bullskater Düsseldorf Deutscher Meister wurden, zogen die Düsseldorf Rams in ihrem ersten Jahr ins Pokalfinale ein, das sie jedoch gegen SHC Flingern verloren. In den folgenden neun Jahren gewannen die Rams achtmal die Deutsche Meisterschaft. Die Serie wurde lediglich von einem weiteren Titelgewinn der Bullskater 1993 unterbrochen. Sechsmal trafen die beiden Düsseldorfer Mannschaften in dieser Zeit im Finale aufeinander. Im gleichen Zeitraum gewannen die Rams ebenfalls achtmal den Pokal, auch hier verloren sie 1993 das Finale gegen die Bullskater. Nach 1996 endete die Düsseldorfer Dominanz, die Rams wurden noch dreimal Vizemeister (1997, 1999, 2001) und gewannen 1998 noch einmal den Pokal.
Der Verein hat knapp 300 Mitglieder. Er trainiert und spielt am Sportpark Niederheid im Düsseldorfer Süden.
Seit 1991 findet am Pfingstwochenende der jährliche Rams Summer Cup statt.

## Mannschaften
Liga-Teams 2019:
Seniorenbereich:
- 1. Herren
- 1. Damen
- 2. Herren

Nachwuchs:
- 1. Junioren
- 1. Jugend
- 2. Jugend
- 1. Schüler
- 2. Schüler
- 3. Schüler
- 1. Bambini
- 2. Bambini
- Böckchen

Freizeit-Teams:
- Skating Dass
- Old Stars
- RAMS Reloaded

## Bisherige Erfolge

### Herren
- Deutscher Meister: 1988, 1989, 1990, 1991, 1992, 1994, 1995, 1996 (2. Platz: 1993, 1997, 1999, 2001)
- Deutscher Pokalsieger: 1988, 1989, 1990, 1991, 1992, 1994, 1995, 1996, 1998, 2024 (2. Platz: 1993, 2001)

### Damen
- Deutscher Meister: 1988, 1989, 1990, 1991, 1993 (2. Platz: 1992, 1994, 1996, 1997, 2008, 2009) 2012, 2013, 2014, 2015, 2016
- Deutscher Pokalsieger: 1991, 1993, 2010 (2. Platz: 1992, 1994, 1995, 1996, 1998, 2003) 2012, 2013, 2014

### Junioren
- Deutscher Meister: 1990, 1991, 1994, 1995, 1998, 1999 (2. Platz: 1996, 2009)
- Deutscher Pokalsieger: 2000, 2008, 2009, 2011 (2. Platz: 1989, 1996, 1997, 2002, 2010, 2014)
- Vize Europapokalsieger: 2001

### Jugend
- NRW-Meister: 2017
- Deutscher Meister: 2008, 2010, (2. Platz: 2011), 2014, (3. Platz: 2017)
- Deutscher Pokalsieger: 2014,  (2. Platz: 2017)
- Europapokalsieger: 2012,  (2. Platz: 2015)

### Schüler
- Deutscher Meister: 1993, 1995, 1996, (3. Platz 2011), 2015, 2017
- Deutscher Pokalsieger: 1993, 1995, 1996, (2. Platz 2011, 2013), 2015, (2. Platz 2017)

### Bambini
- Deutscher Meister: 2000 (2. Platz: 2004)